# Cixius pauca
Cixius pauca är en insektsart som beskrevs av Tsaur 1991. Cixius pauca ingår i släktet Cixius och familjen kilstritar. Inga underarter finns listade i Catalogue of Life.